# Pałac w Stanowicach
Pałac w Stanowicach – zabytkowy pałac w Stanowicach – wsi w Polsce, w województwie dolnośląskim, w powiecie świdnickim, w gminie Strzegom.

## Historia
Barokowy obiekt wybudowany w XVIII w.  jest częścią zespołu pałacowego, w skład którego wchodzą jeszcze: park oraz oficyna (nr 48). W 1856 majątek kupił por. Bolko baron von Richthofen (1821-1899) z Rogoźnicy. Około 1872 nabył włości w Stanowicach Dolnych i połączył wszystko w całość

## Opis
Piętrowy pałac z mansardą, wybudowany na planie prostokąta, kryty dachem mansardowy czterospadowym z lukarnami. Od frontu balkon (dawniej z balustradą) na wysokości piętra podparty czterema kolumnami. W szycie pałacu od strony portyku znajduje się kartusz z herbem rodziny Richthofen.

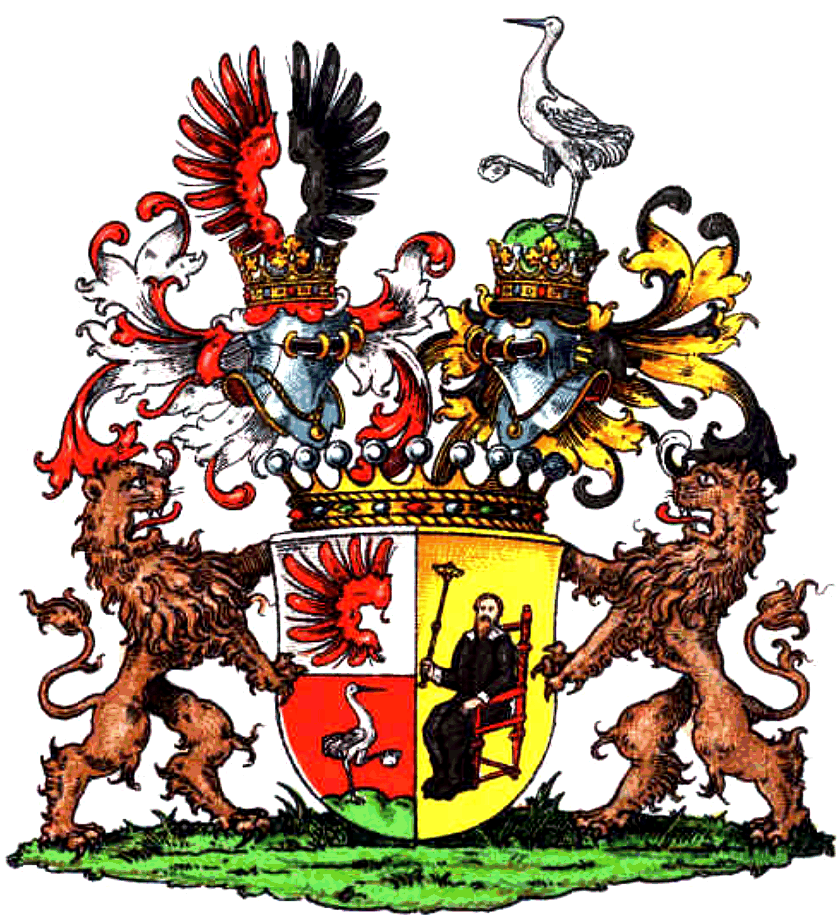
Herb von Richthofen